# Fantastic (Toy-Box album)
A Fantastic című album a dán Toy-Box duó debütáló stúdióalbuma, melyről 4 kislemez látott világot. Úgy mint a Tarzan & Jane, Best Friend, Teddybear, valamint a The Sailor Song című dalok. Az album szingapúri kiadásán a Toy-Box Space Trap című videójáték is helyet kapott, melyet számítógépen lehet játszani. Az albumon még egy karácsonyi dal is helyet kapott bónuszként a So Merry Christmas Everyone című dal. 
Hollandiában 1. helyet ért el, de slágerlistás helyezést ért el Svédországban, Hollandiában és Finnországban is.

## Az album dalai
1. "Toy-Box Pictures Presents" (0:38)
2. "The Sailor Song" (3:15)
3. "Best Friend" (3:28)
4. "Tarzan & Jane" (3:04)
5. "E.T." (3:40)
6. "Teddybear" (4:14)
7. "Super-Duper-Man" (3:17)
8. "I Believe in You" (3:29)
9. "Earth, Wind, Water & Fire" (3:36)
10. "What About" (3:40)
11. "Eenie, Meenie, Miney, Mo" (3:17)
12. "A Thing Called Love" (3:16)
13. "Sayonara (Goodbye)" (3:25)

- Christmas edition Bonus track

14. "So Merry Christmas Everyone" (3:55)
- Special edition Bonus videos

1. "Best Friend"
2. "The Sailor Song"

## Slágerlista
| Slágerlista(1999)                   | Legjobb helyezés |
| ----------------------------------- | ---------------- |
| Finnország(Suomen virallinen lista) | 28               |
| Hollandia (Dutch Top 40)            | 1                |
| Norvégia (VG-lista)                 | 9                |
| Svédország(Sverigetopplistan)       | 17               |

## Közreműködő előadók
- Scott Farell, Gry Johanssen, File – ének, háttérének
- Henrik Mygind – gitár
- Golden Child, Toy-Box, Soul Poets, Dean 'N,[7]  Ali Movasat, Brandon Kirkham – szövegírók, producerek
- The Peter Siedlaczek Symphony Orchestra Moscow,[8]  Steen Ørting[9] – húros hangszerek